# Bureau du conservateur de la Maison-Blanche

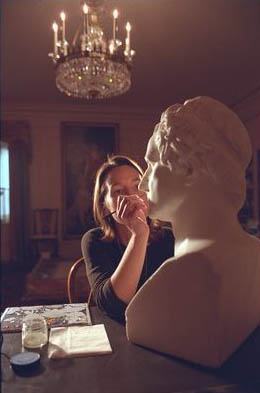
Rénovation du buste de George Washington dans la salle des porcelaines.

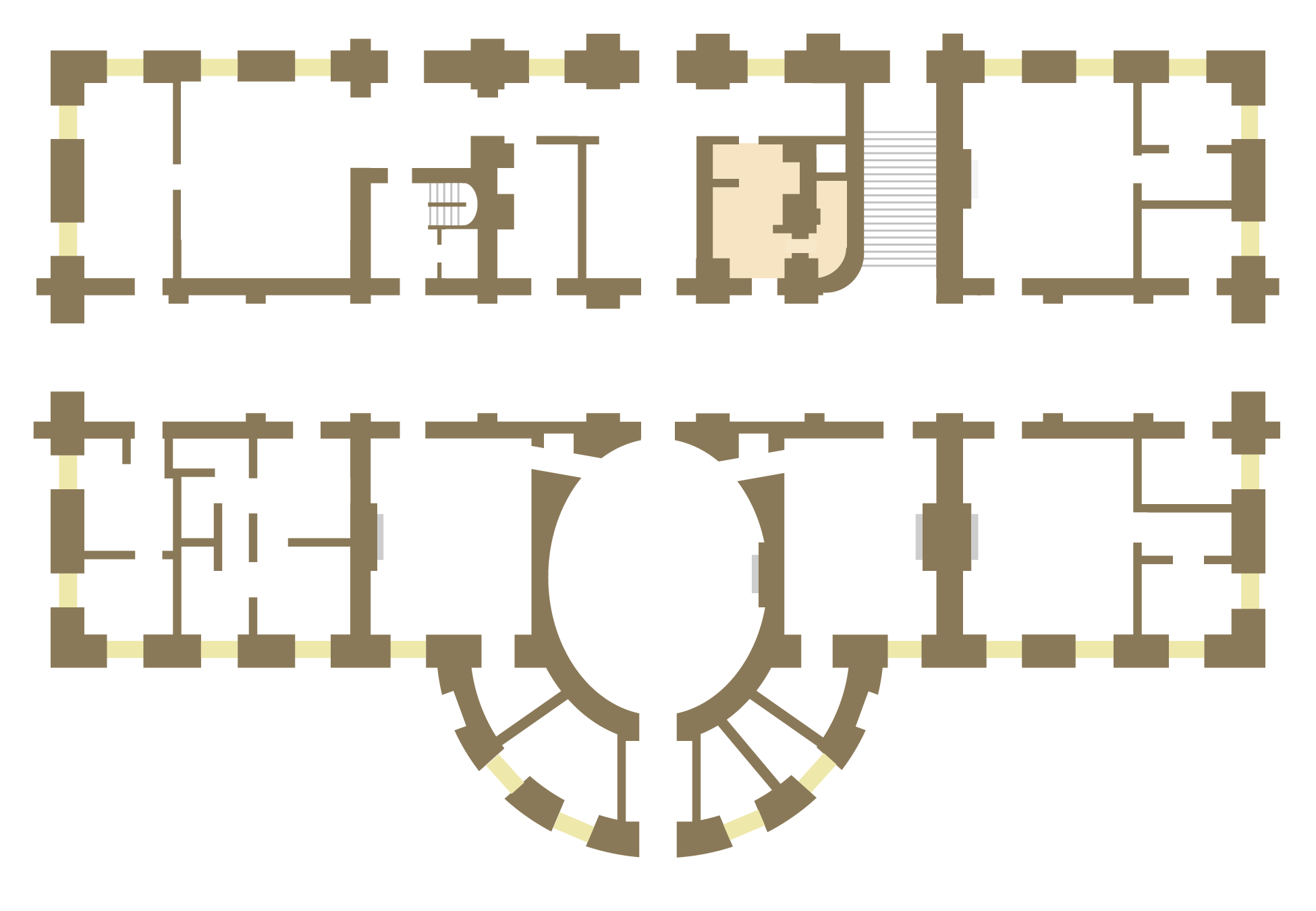
Plan du rez-de-chaussée de la Maison-Blanche, avec la localisation du bureau du conservateur.

Le bureau du conservateur de la Maison-Blanche (White House Office of the Curator) est chargé de la conservation et de l'étude de l'ensemble des œuvres d'art, mobilier et objets décoratifs utilisés dans les espaces publics et privés de la Maison-Blanche, au titre de résidence officielle et de maison-musée historique.
Ce bureau a été créé sous la présidence de John F. Kennedy lorsque la First Lady Jacqueline Kennedy supervisa la restauration de la Maison-Blanche. Le bureau est situé au rez-de-chaussée de la résidence exécutive (le corps central) de la Maison-Blanche. Le bureau est dirigé par le conservateur de la Maison-Blanche (Curator of the White House). Il est secondé par un conservateur adjoint (Associate Curator), un assistant du conservateur (Assistant Curator) et un assistant à la conservation (Curatorial Assistant). Le bureau travaille avec l'huissier en chef de la Maison-Blanche (Chief Usher), le Comité pour la préservation de la Maison-Blanche et l'Association historique de la Maison-Blanche.